# 高島優子
高島 優子（たかしま ゆうこ、1972年10月8日 - ）は、日本の女優、タレント、元レースクイーンである。東京都出身。

## 略歴・人物
- レースクイーンとしてデビューし、1990年代を通してレースクイーンやイベントコンパニオンなどとして活動した。また、女優、タレントとして、テレビドラマやCMにも出演するようになった。
- 2001年に発売した写真集『very』（ワニブックス）ではヌードを披露し、同年初主演したビデオ映画 『偽装殺人』では濡れ場を演じた。
- 趣味は読書、映画鑑賞、マリンスポーツ、ゴルフ、ドライブ[2]。
- 特技は書道[2]。
- 妹と弟がいる[3]。

## 出演

### レースクイーン
- カワサキモータースジャパン「KAZEギャル」（1995年 - 1996年）[4]
- JTCC「HONDAギャザズ童夢アコードレースクイーン」（1997年）

### テレビドラマ
- ガールズplus1 第20話（1995年、フジテレビ系）
- 水曜劇場 タブロイド 第2話（1998年10月21日、フジテレビ系）
- 木曜劇場 アフリカの夜 第2・3話（1999年4月22日・29日、フジテレビ系） - エマ 役
- shin-D 夏色の恋（1999年8月3日 - 9月28日、日本テレビ系）
- 愛の劇場 永遠の1/2（2000年9月4日 - 11月24日、TBS系） - 平野香
- 愛の劇場 ラブ&ファイト（2001年9月3日 - 11月30日、TBS系） - 立川のぞみ
- 金曜エンタテイメント 音の犯罪捜査官・響奈津子5（2002年6月21日、フジテレビ系）
- 木曜ドラマ 恋は戦い! 第4話（2003年1月30日、テレビ朝日系）
- グッドライフ〜ありがとう、パパ。さよなら〜 第4話（2011年5月10日、関西テレビ・フジテレビ系）[5]
- 木曜ドラマ9 ぴんとこな 第1話（2013年7月18日、TBS系）[6]
- 赤い霊柩車「羅刹の三姉妹」（2013年11月、フジテレビ系）- 久松聡子

### Vシネマ
- 偽装殺人（2001年） - 主演・鹿賀成美
- 実録・九州やくざ烈伝 兇健と呼ばれた男（2003年）
- 北海水滸伝 484ブルース（2004年）
- 極道の紋章16-20（2012年） - ミサ
- 不動の仁義（2013年） - アキコ（堂島譲の妻）
- 血掟(おきて)（2013年） - クラブのママ
- 極潰し（2014年） - 美沙

### テレビ番組
- ル・マン24時間レース（2000年、テレビ朝日系）- テレビ朝日が結成したチームのキャンギャル
- プロ野球夢のオールスタークイズ日本一（2001年1月1日、テレビ東京系）
- 出動!ミニスカポリス（2001年7月27日、テレビ東京系）
- 史上最大1万枚の宝くじ!2002年最後の夢勝負! ～3億円山分けスペシャル（2002年12月31日、テレビ東京系）
- Disco Train（2015年、TOKYO MX）

### ラジオ番組
- 高島優子 TOKYO-trans fix（2001年、TOKYO FM）

### CM
- ミスタードーナツ（1996年 - 1997年）
- 横浜ゴム（1997年）
- マツダ・キャロル（1997年）
- 西川産業（2003年）

### 舞台
- 五木ひろし特別公演「喧嘩安兵衛」（2003年5月1日 - 27日、明治座）
- 小林幸子颯爽公演「蘭方医お幸奮闘記 命抱きしめて」（2004年3月2日 - 28日、新宿コマ劇場）

## 作品

### 写真集
- Yuko（1998年1月、ぶんか社、撮影：佐藤健）ISBN 4821121980[7]
- very（2001年9月、ワニブックス、撮影：平田友二）ISBN 4847026756[7]
- RACE QUEEN'97 No.2（1997年8月、フロム出版）
- RACE QUEEN'97 CD-ROM付（1997年11月、フロム出版）
- BEST OF Racing VENUS21（1997年11月、コスミックインターナショナル）
- RACE QUEEN CALENDAR'98（1997年12月、フロム出版）

### ビデオ・DVD
- 素顔でKiss Me!!（1997年8月、バンダイ・ミュージックエンタテインメント）
- GALS PARADISE 1997（1997年10月、三栄書房）
- '96→'97話題のレースクイーン大集合!VOL.1（1997年3月、芳友メディアプロデュース）
- Go！Go！レースクィーン Hot Catalogue Vol.2（1997年7月、KKコスミック）
- 決定版!レースクイーン完全ファイル（1997年10月、コスミックインターナショナル）
- 素顔のレースクイーン 高島優子（1998年2月、ハピネット・ピクチャーズ）
- SCENT いい香り（2002年2月、ウィズ・エンタープライズ）[7]

## 雑誌連載
- PROPOSE「優子のコリア食べ歩き日記」（2007年、星雲社）
- GOLF TODAY「GTバーディーズ」メンバー（2011年 - 、三栄書房）[1]